# Saxon (гурт)
Saxon — англійський хеві-метал гурт, створений у 1977 році в Барнслі. Як один з лідерів нової хвилі британського хеві-металу (NWOBHM) гурт у 1980-х роках випустив чотири альбоми, які потрапили в першу десятку з продажу у Великій Британії, з них два увійшли в першу п'ятірку.
На початку свого тернистого шляху, Saxon грали у північноанглійських барах і пабах кавери. Тоді гурт називався Son Of A Bitch, його тодішні члени Грехем Олівер, Пол Куїнн та Стів Доусон були надзвичайно стурбовані майбутнім гурту і підписали контракт з французькою студією звукозапису Carrere, що була відомою роботою з поп-гуртами, а не з хеві-метал групами. 1979 року був випущений перший альбом— «Saxon». Протягом 1980-х років Saxon зарекомендували себе серед найуспішніших метал-груп Європи. Гурт регулярно гастролює і продав понад 15 мільйонів альбомів по всьому світу. Вони також надихнули такі відомі гурті, як: Mötley Crüe, Metallica, Megadeth, Slayer, Anthrax, Pantera, Testament, Dokken, Skid Row, Dream Theater, Exodus, Overkill, King Diamond і Celtic Frost.

## Світове визнання
На першому фестивалі Monsters Of Rock, який пройшов у серпні 1980-го, гурт виступив поряд із такими метрами рок-сцени як Rainbow, Judas Priest, Scorpions. Невдовзі по тому гурт випускає альбом «Power And The Glory». Ця платівка вивела його на перші позиції у металі поруч з Iron Maiden та Judas Priest.

## Дискографія

### Студійні альбоми
- 1979 — Saxon
- 1980 — Wheels of Steel
- 1980 — Strong Arm of the Law
- 1981 — Denim and Leather
- 1983 — Power and the Glory
- 1984 — Crusader
- 1985 — Innocence Is No Excuse
- 1986 — Rock the Nations
- 1988 — Destiny
- 1990 — Solid Ball of Rock
- 1991 — Best of Saxon
- 1992 — Forever Free
- 1995 — Dogs of War
- 1997 — Unleash the Beast
- 1999 — Metalhead
- 2001 — Killing Ground
- 2002 — Heavy Metal Thunder
- 2004 — Lionheart
- 2007 — The Inner Sanctum
- 2009 —  Into the Labyrinth
- 2011 — Call to Arms
- 2013 — Sacrifice
- 2015 — Battering Ram
- 2018 — Thunderbolt
- 2021 — Inspirations
- 2022 — Carpe Diem
- 2024 — Hell, Fire and Damnation

### Живі альбоми
- 1982 — The Eagle Has Landed
- 1989 — Rock 'n' Roll Gypsies
- 1990 — Greatest Hits Live
- 1998 — The Eagle Has Landed
- 1999 — BBC Sessions
- 2006 — The Eagle Has Landed

### Відеографія
- 1983 — Live in Nottingham
- 1985 — Live Innocence
- 1989 — Power and the Glory — Video Anthology
- 1990 — Greatest Hits Live
- 2003 — The Saxon Chronicles
- 2003 — Live Innocence — The Power and the Glory
- 2007 — To Hell And Back Again

## Склад
| Поточний склад - Біфф Байфорд – вокал (1977–наш час); бас-гітара (1986) - Пол Куінн – гітара (1977–наш час) - Найджел Глоклер – ударні (1981–1987, 1988–1999, 2005–наш час) - Nibbs Carter – бас-гітара (1988–наш час) - Doug Scarratt – гітари (1996–наш час) | Колишні учасники - Грейм Олівер – гітари(1977–1996) - Стів Доусон – бас-гітара (1977–1986) - Піт Гілл – ударні (1977–1981) - Пол Джонсон – бас-гітара (1986–1988) - Найджел Дурем – ударні (1987–1988) - Фріц Рендоу – ударні (1999–2004) - Міхаель Йорг – ударні (2004–2005) |

Temporary musicians
- Райнер Гензель – гітари (1995) – замінив Грема Олівера на записі Dogs of War
- Тревор Торнтон – ударні (1998) – замінив травмованого Найджела Глоклера на другому етапі туру Unleash The Beast
- Єнц Леонхардт – бас (2010) – замінив Ніббса Картера в європейському турі 2010 року
- Свен Діркшнайдер (син Удо Діркшнайдера ) – барабани (2015) – замінив Найджела Глоклера в турі Warriors of the Road (лише чотири концерти)